# Система футбольных лиг Швейцарии
Система футбольных лиг Швейцарии, приведённая в данной статье, вступила в силу с сезона 2012/2013.
| Уровень | Название                                    | Название                                    | Название                                    | Название                                    | Название                                    | Название                                    |
| ------- | ------------------------------------------- | ------------------------------------------- | ------------------------------------------- | ------------------------------------------- | ------------------------------------------- | ------------------------------------------- |
| 1       | Суперлига 10 клубов                         | Суперлига 10 клубов                         | Суперлига 10 клубов                         | Суперлига 10 клубов                         | Суперлига 10 клубов                         | Суперлига 10 клубов                         |
| 2       | Челлендж-лига 10 клубов                     | Челлендж-лига 10 клубов                     | Челлендж-лига 10 клубов                     | Челлендж-лига 10 клубов                     | Челлендж-лига 10 клубов                     | Челлендж-лига 10 клубов                     |
| 3       | Первая лига Промоушен 16 клубов             | Первая лига Промоушен 16 клубов             | Первая лига Промоушен 16 клубов             | Первая лига Промоушен 16 клубов             | Первая лига Промоушен 16 клубов             | Первая лига Промоушен 16 клубов             |
| 4       | Первая лига, Группа 1 14 клубов             | Первая лига, Группа 1 14 клубов             | Первая лига, Группа 2 14 клубов             | Первая лига, Группа 2 14 клубов             | Первая лига, Группа 3 14 клубов             | Первая лига, Группа 3 14 клубов             |
| 5       | Межрегиональная лига, Группа 1 14 клубов    | Межрегиональная лига, Группа 2 14 клубов    | Межрегиональная лига, Группа 3 14 клубов    | Межрегиональная лига, Группа 4 14 клубов    | Межрегиональная лига, Группа 5 14 клубов    | Межрегиональная лига, Группа 6 14 клубов    |
| 6       | Региональная лига 204 клуба в 17-ти группах | Региональная лига 204 клуба в 17-ти группах | Региональная лига 204 клуба в 17-ти группах | Региональная лига 204 клуба в 17-ти группах | Региональная лига 204 клуба в 17-ти группах | Региональная лига 204 клуба в 17-ти группах |
| 7       | Третья лига 563 клуба в 43-х группах        | Третья лига 563 клуба в 43-х группах        | Третья лига 563 клуба в 43-х группах        | Третья лига 563 клуба в 43-х группах        | Третья лига 563 клуба в 43-х группах        | Третья лига 563 клуба в 43-х группах        |
| 8       | Четвертая лига 852 клуба в 75-х группах     | Четвертая лига 852 клуба в 75-х группах     | Четвертая лига 852 клуба в 75-х группах     | Четвертая лига 852 клуба в 75-х группах     | Четвертая лига 852 клуба в 75-х группах     | Четвертая лига 852 клуба в 75-х группах     |
| 9       | Пятая лига' 685 клубов в 67-х группах       | Пятая лига' 685 клубов в 67-х группах       | Пятая лига' 685 клубов в 67-х группах       | Пятая лига' 685 клубов в 67-х группах       | Пятая лига' 685 клубов в 67-х группах       | Пятая лига' 685 клубов в 67-х группах       |